# Анунасика
Анунасика  (санскр. अनुनासिक, транслитерация: anunāsika, перевод: «вдоль носа» (nasika)) или чандрабинду — это форма назализации гласного (того, над которым этот знак находится) в санскрите, хинди и ряде других индийских языков.
- Деванагари — (ँ)или (ं)
- IAST — ṃ[2]
- Произношение — варьируется

В письме деванагари анунасика обозначается двумя способами:
1. с помощью полумесяца с точкой над ним, которая на санскрите называется чандрабинду (चन्द्रबिन्दु, транслитерация: candrabindu), если над верхней горизонтальной чертой буквы нет других знаков: (ँ): कँ, ऊँ.
2. с помощью точки, которая на санскрите называется бинду[англ.] (बिन्दु, транслитерация: bindu), если над горизонтальной чертой есть другие знаки: (ं): कें, सों. (1)

Фонетически анунасика очень близка к анусваре. В большинстве изданий анунасика как звуковая единица передается в деванагари так же, как анусвара. Соответственно, анунасика не отличается от анусвары и в транслитерации.
В грамматике санскрита (Vyakarana) понятие анунасика используется по отношению к следующим звукам:
- Пяти назальным звукам ṅ, ñ, ṇ, n и m, классическим согласным назального ряда (Varga)
- Назализированным гласным, например в связи с биджа-мантрами, такими как: ॐ om̐ или ह्रीँ hrīm̐
- Назализированным полугласным y, l и v после n, который «сплавляется» с y, l или v и из-за этого удваивается и произносится как назальный, например, तान्लोकान् tānlokān «эти миры» становится ताँल्लोकान् tām̐llokān, причём удвоенный l назализируется[4].